# Boris Kowerda
Boris Sofronovich Kowerda (en ruso, Бори́с Софро́нович Коверда́, 21 de agosto de 1907-18 de febrero de 1987), también conocido como Koverda, fue un emigrante blanco, monárquico, editor y corrector de pruebas condenado por el asesinato de Piotr Voikov, embajador soviético en Polonia en 1927 en Varsovia.

## Biografía

### Primeros años
Boris Kowerda, también conocido como Koverda, nacido el 21 de agosto de 1907 en Vilnius (Wilno), que entonces formaba parte del Imperio ruso, era hijo de un profesor de escuela pública, un Socialista-Revolucionario de origen Polishchuk, Sofron Iosifovich Kowerda, que participó en el movimiento blanco durante la Guerra Civil rusa y en el bando de la alemán durante la Segunda Guerra Mundial. Se consideraba ruso por cultura y nacionalidad. De 1915 a 1920, estuvo con su madre Anna Antonova y sus hermanas Irina y Lyudmila durante las evacuaciones en Samara, donde presenció el Terror Rojo, en particular, la muerte de su primo y la ejecución de un amigo de la familia, el sacerdote Lebedev. La familia regresó a Wilno, que posteriormente pasó a formar parte de la Segunda República Polaca.
Conocedor de la lengua bielorrusa, trabajó como corrector de pruebas y transportista en la redacción del periódico bielorruso anticomunista Palabras bielorrusas; en sus opiniones se describía a sí mismo como demócrata y monárquico constitucional. Se vio obligado a dejar los estudios antes de tiempo por la necesidad de ganar dinero.
Según los profesores del gimnasio ruso de Wilno, Kowerda daba la impresión de ser un joven muy inteligente, modesto, algo tímido, retraído y poco comunicativo. Era muy delicado en relación con los miembros de la administración, los profesores y los compañeros. Ni siquiera se le observaban las habituales faltas de los estudiantes. En el gimnasio se distinguía por sus buenas aptitudes, pero la necesidad de ganar constantemente le distraía de sus estudios y no le permitía estar entre los mejores alumnos. No participó en la vida pública escolar.

### Asesinato de Voikov
El 7 de junio de 1927, a las 9 de la mañana, El embajador Pyotr Voykov, acompañado por un funcionario de la embajada, Yurij Grigorowicz, llegó a la estación principal de ferrocarril para encontrarse con el representante acreditado del gobierno de la URSS en Londres, Arkady Rosengolz, que regresaba de Londres vía Berlín. Tras reunirse con Rosengolz, el embajador se dirigió junto a él al restaurante del ferrocarril para tomar un café, tras lo cual salieron juntos al andén hacia el tren expreso que debía salir de Varsovia a las 9:55, ya que Rosengolz debía continuar su viaje a Moscú con este tren. En el momento en que el embajador Voykov y Rosengolz se acercaron al sleeper de este tren, Kowerda disparó un solo tiro de pistola contra el embajador, gritando "¡Muere por Rusia!", ante lo cual Voykov saltó a un lado y comenzó a correr. Kowerda le persiguió con más disparos, a lo que Voykov sacó una pistola del bolsillo, se volvió y soltó varios tiros a Kowerda, luego vaciló y se desplomó en los brazos del policía Jasinski. Kowerda, al ver que se acercaba la policía, a cuyo requerimiento levantó las manos, soltó el arma y se entregó voluntariamente. El embajador Voykov, tras recibir los primeros auxilios en la comisaría, fue trasladado al Hospital del Niño Jesús, donde fue declarado muerto a las 10:40 del mismo día.
Kowerda dijo a la policía su nombre, edad y lugar de origen, y declaró que "vengaba a Rusia, por millones de personas". Más tarde, Kowerda dijo a la policía que su objetivo era Voykov no sólo porque era el representante de la sistema soviético que había matado a millones de sus compatriotas, sino que era uno de los hombres directamente implicados en la planificación y ejecución de la asesinato de la familia imperial. A pesar de las condenas oficiales del gobierno y el cuerpo diplomático polacos y de los mensajes de condolencia a la Unión Soviética y a las relaciones de Voykov, mucha gente en Polonia consideraba a Kowerda como un héroe; la opinión pública se mostraba comprensiva, e incluso simpática, con el asesino. Muchos periódicos polacos destacaron su juventud y su patriotismo, e incluso le perdonaron las dificultades políticas causadas por sus acciones.
El 15 de junio de 1927 se celebró en Varsovia una sesión del Tribunal Extraordinario. El presidente del tribunal era I. Humiński, con la participación del fiscal K. Rudnicki, y los abogados eran Paweł Andrejew, Marian Niedzielski, Franciszek Paschalski y Mieczysław Etzinger. La reunión se abrió a las 10:45. Desde la mañana, el tribunal estaba rodeado por una multitud, que apenas fue contenida por la policía. Varias mujeres acudieron con ramos de flores para Kowerda, entre ellas la esposa del famoso escritor ruso Mikhail Artsybashev. La sala del tribunal estaba abarrotada: representantes de la administración, del tribunal, de la fiscalía y de la policía estaban presentes en la parte polaca. La emigración rusa blanca estaba representada por pequeños grupos dirigidos por el jefe del Comité Ruso en Varsovia. También estaban presentes varios bolcheviques de la misión de la URSS. Entre los testigos estaba el bolchevique Grigorowicz, que estuvo presente en el asesinato. Había 120 miembros de la prensa, entre ellos los comunistas Pravda y Izvestia, que se mantuvieron alejados de otros periodistas. También estaban en la sala representantes de organizaciones públicas y de la prensa bielorrusa, pero ni los periódicos polacos ni los rusos "notaron" su presencia en sus publicaciones.
A finales de junio de 1927 se conocía el veredicto. A pesar de que Kowerda fue defendido por algunos de los mejores abogados de Polonia, el tribunal condenó a Kowerda a cadena perpetua, en gran parte debido a la presión externa de la Unión Soviética, que creía que Kowerda no actuaba solo, sino que servía como agente de una organización clandestina de la oposición blanca, pero Kowerda y sus abogados tuvieron éxito al solicitar a Presidente de la República Ignacy Mościcki para que le conmutara la pena a 15 años. El incidente dañó aún más las relaciones soviético-polacas, ya agriadas por la guerra polaco-soviética de 1921. Los soviéticos rompieron las negociaciones sobre un pacto de no agresión, acusando a los polacos de apoyar la resistencia blanca antisoviética. Éstas se reanudarían en 1931 con el Pacto de no agresión soviético-polaco. Kowerda fue posteriormente amnistiado y liberado después de diez años el 15 de junio de 1937.

### Emigración
Al ser liberado, fue a Yugoslavia, donde en 1938 aprobó un examen externo para obtener un certificado de madurez en el cuerpo de cadetes ruso de Belaya Tserkov.
El estallido de la Segunda Guerra Mundial encontró a Kowerda en Polonia, desde donde regresó a Yugoslavia, donde su ocupación fue interrumpida por la invasión alemana en la primavera de 1941. Desde Yugoslavia, regresó con su familia a Varsovia y permaneció allí hasta el verano de 1944, cuando las familias rusas tuvieron la oportunidad de evacuar a Alemania en medio del avance del Ejército Rojo. Mientras vivía en Varsovia, viajó a los territorios ocupados de la URSS. En mayo de 1945 se trasladó a Liechtenstein junto con unidades del Ejército Nacional Ruso del general de división Boris Smyslovsky.
Después de la guerra, durante varios años, ya con su esposa, Nina Alekseevna (1913-2003), y su joven hija Natalia, estuvo sucesivamente en Suiza, Francia y la República Federal de Alemania (Alemania Occidental), desde donde en 1949 la familia se trasladó por billete privado, para emigrar a los Estados Unidos, donde hasta 1963 trabajó en el periódico Rusia en la ciudad de Nueva York, y luego en una imprenta New Russian Word. Conoció a Aleksandr Solzhenitsyn. Adquirió la ciudadanía estadounidense en 1956; él y su familia eran sin estado desde la Revolución Bolchevique, ya que nunca adquirieron la ciudadanía polaca o alemana.
Con respecto a su naturalización en los Estados Unidos, el representante europeo de la Fundación Tolstoi, T.A Schaufuss, escribió al Congreso de los Estados Unidos en 1950, declarando:

Boris Kowerda es un ardiente enemigo del comunismo como lo fue en su temprana juventud, no se ha amargado con los años, pero ha madurado en sus convicciones y en la elección de los métodos de lucha por su patria. Para él, el comunismo ya no es sólo una amenaza para la existencia de su país de nacimiento, es un fuego que, si no se localiza o se extingue, quemará hasta las raíces todo lo que el resto del mundo sigue considerando de valor imperecedero: las normas familiares, la moral, la ética, la religión y la justa decencia humana. La admisión en los Estados Unidos de un hombre de la integridad moral y la fortaleza de un Boris Kowerda no debe ser temida por razones de salvaguardar nuestro país de elementos indeseables, porque puede demostrar, si es admitido, que se convierte en un miembro leal y útil de la comunidad americana. Por la presente se solicita respetuosamente una revisión favorable de su caso.

Kowerda vivió en la ciudad de Nueva York y en Hyattsville, Maryland, y participó activamente en la comunidad de inmigrantes ruso-americanos. Cristiano ortodoxo extremadamente devoto, a menudo realizaba trabajos de voluntariado en nombre de la iglesia y hacía donaciones a organizaciones benéficas ortodoxas. Kowerda murió en Hyattsville el 18 de febrero de 1987, a la edad de 79 años. Está enterrado en el convento ortodoxo ruso de Novo-Diveevo en Nanuet, Nueva York.

## Legado
Kowerda fue inmortalizado en un poema por el poeta, traductor y escritor ruso emigrado Konstantin Balmont junto a otros luchadores anticomunistas:

Люба мне буква «Ка»,
Вокруг неё сияет бисер.
Пусть вечно светит свет венца
Бойцам Каплан и Каннегисер.

И да запомнят все, в ком есть
Любовь к родимой, честь во взгляде,
Отмстили попранную честь
Борцы Коверда и Конради.

Traducción:

Me encanta la carta "Ka",
Las cuentas brillan a su alrededor.
Que la luz de la corona brille para siempre
A los luchadores Kaplan y Kannegiser.

Y que cada uno recuerde a quién tiene
Amor por tu cariño, honor en tus ojos,
Honor vengado
Los luchadores Coverda y Conradi.

Algunos grupos ortodoxos y anticomunistas de Rusia han pedido que el Metro Voykovskaya de Moscú sea rebautizado en honor a Kowerda. La organización monárquica Por la fe y la patria propuso erigir una estatua a Kowerda en el Distrito Voykovsky de Moscú.

## Links
- Коверда, Б. С. Покушение на полпреда Войкова
- Зенькович Н. А. Покушения и инсценировки. Расправа на перроне
- Некролог в журнале «Кадетская перекличка», включающий материалы процесса Archivado el 6 de octubre de 2007 en Wayback Machine.
- «Време», 17. април 1938, стр. 13. Белград — Коверда в Белой Церкви.